# Mysateles melanurus
Mysateles melanurus és una espècie de mamífer rosegador de la família de les huties. És endèmica de l'est de Cuba. El seu hàbitat natural són els boscos primaris i secundaris. Està amenaçada per la caça il·legal, la destrucció d'hàbitat i la fragmentació d'hàbitat.
El seu nom específic, melanurus, significa ‘cuanegre’.